# Correspondenz-Bureau
L'ufficio di Telegraphen-Korrespondenz, indicato anche da molti altri nomi (Corrispondenza Austriaca, Österreichische Correspondenz, Kaiserlich e Königlich Ufficio di telegrafia-Korrespondenz, Kuk Telegraphen-Korrespondenz-Bureau, Correspondenz-Bureau, o Korbureau, o Corrbureau, o semplicemente KKTK) era un'agenzia di stampa fondata nell'Impero austriaco nel 1849 da Joseph Tuvora (1820-1872) sotto l'egida del governo austriaco. È un predecessore diretto dell'attuale agenzia di stampa austriaca Austria Presse Agentur.
Tuvora fondò la Österreichische Correspondenz ("corrispondenza austriaca") a Vienna il 10 ottobre 1849. A quel tempo, il telegrafo privato e le reti corrispondenti erano già state fondate in alcuni altri paesi, come Agence Havas in Francia (predecessore dell'attuale AFP) nel 1835, l'Associated Press negli Stati Uniti nel 1846 e il Wolff'sche Telegraphische Bureau in Prussia anche nel 1849. Due anni dopo, Paul Julius Reuter avrebbe istituito Mr. Reuter's Cabled Messages Office (ora Reuters) a Londra.
Sebbene sia stata fondata come una società privata, KKTK sarebbe stata di fatto un portavoce del governo asburgico. Nel 1859, per un migliore accesso da parte dell'amministrazione, l'agenzia di stampa fu ufficialmente nazionalizzata, ribattezzata come Kaiserlich und Königlich Telegraphen-Korrespondenz Bureau, ora considerata la prima agenzia di stampa statale al mondo. Il Kaiserlich und Königlich iniziale (o K.u.K.) nel suo nuovo nome, che era comune in molte società austriache allora, significa "imperiale e reale" e si riferisce al fatto che la monarchia asburgica era sia un impero (in Austria ) che un regno (in Ungheria e regni sussidiari come Croazia e Boemia). Durante la sua esistenza, KKTK ha lavorato a livello internazionale attraverso contratti di scambio con Reuters e Agence Havas, ed è stato una delle principali agenzie nel XIX secolo.
Alla fine, dopo lo scoppio della prima guerra mondiale, nel 1914, KKTK fu incorporata al kuk Kriegspressequartier (ufficio stampa di guerra). L'APA nella sua forma moderna fu istituito solo nel 1945, dopo la liberazione dell'Austria nella Seconda Guerra Mondiale.

## Storia di KKTK

### Nei primi anni
Joseph Tuvora era un giornalista austriaco che era stato uno dei leader della rivoluzione del 1848, repressa un anno prima. Dopo la sconfitta, decise di cambiare squadra e radunarsi con il nuovo governo austriaco. Sin dai suoi inizi, la "Corrispondenza Austriaca" era un'agenzia di stampa telegrafica. Quindi il ministro della Giustizia, Alexander von Bach, ha voluto usarlo per confutare le "bugie" della stampa e contrastare la diffusione di notizie contro il governo. In cambio, Tuvora accettò un sussidio annuale di 340 fiorini.
Dopo la guerra austro-italiana di quell'anno, l'acquisizione dei territori italiani da parte del maresciallo ceco Joseph Radetzky, al comando dell'esercito austriaco in Lombardia e Veneto, portò in qualche modo a un decentramento della "corrispondenza austriaca", con lo staff che aggiungeva funzionari in ogni regione dell'impero. Dopo la morte del cancelliere Felix Schwarzenberg, il 5 aprile 1852, Von Bach divenne la figura più importante dello stato. Riprese la censura e mandò i suoi uomini fidati a governare l'Ungheria, che divise in cinque distretti, mentre la Transilvania e la Croazia furono governate direttamente da Vienna.
Tuvora quindi invitò Edward Warrens (1820-1872), un ex console americano a Trieste, a diventare caporedattore del Lloyd's Journal austriaco. Sin dai suoi inizi nel 1833, i Lloyd's austriaci furono creati come una società che centralizzava le informazioni relative al trasporto marittimo, attraverso una rete internazionale di corrispondenti e giornali, il cui commercio con l'Oriente sarebbe stato potenziato dopo il novembre 1854, quando Mohammed Said, nuovo viceré dell'Egitto, concesse a Ferdinand de Lesseps il permesso di costruire il Canale di Suez . Tuvora voleva anche sviluppare l'agenzia in informazioni generali. Ispirato al modello di Havas, visitò la redazione dell'agenzia francese nel 1858 a Parigi. Alla fine del 1850, Österreichische Correspondenz aveva una filiale del suo "ufficio stampa" a Parigi, diretto dal giornalista Miklós Jósika, in cui collaborava Lajos Kossuth (in seguito un importante autore ungherese).
Questi progetti sono stati interrotti da un errore professionale. Il 4 giugno 1859, la "Corrispondenza Austriaca" annunciò erroneamente la vittoria austriaca, specificando che un rinforzo di 50.000 truppe aveva sconfitto i francesi sulla riva del Ticino, mentre la battaglia effettiva pose fine a una vittoria decisiva per le forze franco-sarde. L'agenzia austriaca era stata ingannata da una bufala in borsa nel Nord Italia, trasmessa dal telegrafo all'Inghilterra e al Belgio. Alla fine della battaglia di Magenta. Le notizie false per qualche tempo hanno invertito la direzione dei prezzi sul mercato azionario di Parigi. Una settimana dopo, l'11 giugno, il Consiglio dei ministri austriaco decise di istituire una propria agenzia di stampa per l'Austria e l'Ungheria, concedendole il monopolio statale, come desiderato da anni da un'ex figura della politica austriaca, Klemens von Metternich. Una volta nazionalizzata, la "Corrispondenza Austriaca" fu ribattezzata "Ufficio Kaiserlich und Königlich Telegraphen-Korrespondenz (Ufficio della corrispondenza telegrafica). Österreichische Correspondenz inviò le sue ultime spedizioni nel dicembre 1859, e subentrò a KKTK.

## Gli anni 1860
La nuova KKTK o Korrbureau è stato installata a Vienna nel Modenapalais di Herrengasse. Un anno dopo, fu spostata nell'arsenale imperiale di Renngasse e integrata al comando militare. Il suo primo direttore fu il generale Josef Wilhelm von Gallina (1820-1883), teorico del movimento bellico e in seguito capo di stato maggiore dell'esercito austriaco. Ludwig Hirschfeld, assunto nel 1861, assunse la carica di segretario generale nel 1866. Lo scienziato svizzero Karl Brunner von Wattenwy, ex professore di fisica all'Università di Berna, che diresse l'amministrazione telegrafica svizzera dal 1853 al 1857, divenne responsabile dello stesso servizio in Austria e vi rimase per il resto del decennio. Von Wattenwy fu reclutato per sviluppare la rete telegrafica austriaca e potenziare le infrastrutture. Era un tempo in cui l'Austria stava attuando le riforme auspicate dai partiti liberali. Il 19 giugno 1861, il deputato Eduard Herbst propose quattro commissioni per lavorare su una nuova costituzione, compresa una per istituire una maggiore libertà di stampa . Dal 1862 al 1867, tuttavia, la libertà di stampa concessa fu compromessa, poiché un'altra legge consentiva di sospendere immediatamente qualsiasi uscita di notizie in caso di guerra o quasi guerra.
Nel giugno 1866, durante la guerra austro-prussiana, nella battaglia di Sadowa, la Prussia sconfisse l'Austria, in parte grazie al telegrafo. Ancora una volta l'esercito austriaco annunciò una vittoria e negò la sua sconfitta, proprio come sette anni prima.
Dopo la guerra, i liberali acquisirono la maggioranza nel Reichsrat. La stampa stava vendendo, ma i piccoli giornali, per lo più conservatori, dovevano acquistare notizie dalla principale sala stampa liberale. Il governo ha quindi nominato Edward Warrens a capo della KKTK, principalmente al servizio della stampa interna. Warrens era anche vicino a Friedrich Ferdinand von Beust, che sarebbe diventato ministro-presidente dell'Austria nel febbraio 1867.
Il cartello delle agenzie di stampa istituito nel 1859 prevedeva che i regni degli Asburgo sarebbero stati esplorati solo da Wolff, ma nel 1866, KKTK iniziò a negoziare un accordo con Havas e Wolff, spingendo Reuters a cercare di ottenere un punto d'appoggio anche a Vienna. Nello stesso mese, Herbst proclamò i suoi ideali di libertà. Nel 1867 divenne ministro della giustizia nel gabinetto di Auersperg. Nel gennaio 1867, il ministero degli Esteri, ora sotto Von Beust, ottenne il controllo della KKTK. L'agenzia è stata quindi rifondata, durante il compromesso per trasformare l'austriaco asburgico nella doppia monarchia austro-ungarica. La sua attività viene portata via per due anni, poiché l'amministrazione liberale ha permesso la proliferazione dei quotidiani. Ma poiché la KKTK dipendeva ancora molto da Wolff per le notizie dall'estero, nel febbraio 1867 gli austriaci aprirono un ufficio a Praga, e poi a maggio un altro a Trieste.
Il 30 maggio 1869, Havas e Wolff firmarono con KKTK un accordo di scambio di notizie, cambiando le sue notizie da Praga, Agram, Pesth e Lemberg con quelle dell'Europa occidentale e di Wall Street.

### Minacce di Bismarck
Tra il 1887 e il 1889, il cancelliere tedesco Otto von Bismarck si sforzò di "silurare l'alleanza esistente tra le principali agenzie mondiali e generalisti, Reuters, Havas, Associated Press e la Continental Agency (Wolff), per sostituirla con una "Triple Intente telegrafica", insieme le agenzie tedesche, austriache e italiane (Agenzia Stefani). Non è riuscito, tuttavia. Durante l'ultimo decennio del secolo, il presidente del Consiglio italiano, Francesco Crispi, ha promosso la rottura con Havas, che ha accusato di diffondere informazioni false o distorte contro l'Italia, o di incoraggiare la politica estera della Francia. Stefani ha firmato un accordo di scambio reciproco con Wolff e KKTK ha aderito, nonché con Reuters, per consentire ai governi di controllare e censurare, se necessario, le notizie dall'estero. Di conseguenza, il cartello è stato ulteriormente allentato, il che ha lasciato spazio alla crescita di Stefani e KKTK.

### La fine di KKTK
La KKTK fu notevolmente ridotta durante la Prima Guerra Mondiale. Nel novembre 1918, in seguito alla sconfitta delle Potenze centrali, l'Austria fu proclamata repubblica e la KKTK fu divisa: ogni ufficio dell'ex impero divenne il quartier generale di una nuova agenzia nazionale: l'ufficio di Budapest fu assunto dalla Magyar Távirati Iroda (MTI), quello di Praga divenne la ČTK e quello di Agram (Zagabria) fu aggiunto alla nuova Agenzia Avala in Jugoslavia.
Il delegato della KKTK a Parigi, lo scrittore Paul Zifferer, che era anche addetto stampa e addetto culturale all'ambasciata austriaca a Parigi, si presentò ad Agence Havas per spiegare che il KKTK "aveva completamente rinunciato agli errori prebellici" e si rifiutò di "ricevere nient'altro che informazioni tedesche" di Wolff. Propose alle agenzie alleate di centralizzare le notizie dai Balcani e di diffondere lì le loro informazioni, ma fu rifiutato. Il 17 dicembre 1919, l'allora direttore della KKTK, Joseph Karl Wirth (in seguito cancelliere della Repubblica di Weimar ), firmò un altro contratto con Havas e Reuters per dieci anni, che lo rese un semplice ripetitore delle altre agenzie in Austria, mentre Havas divenne un raccoglitore di notizie aprendo un ufficio a Vienna.